# Alexandre de Geiger
Pour les articles homonymes, voir Geiger.
Alexandre de Geiger est un industriel faïencier et homme politique français né le 23 août 1808 au château de Schwarzenberg à Scheinfeld en royaume de Bavière et mort le 13 avril 1891, à Paris, enterré à Sarreguemines.

## Biographie
Il est le fils du baron Charles-Léopold de Geiger (1778-1835) et Augusta von Kalb (1779-1862), fille de Jean Auguste Alexandre von Kalb (1747-1814) et de Frédérique Augusta Charlotte Ernestine von Künsberg (de) de Wernstein (1758-1779). 
Il fait ses études à Münich, notamment au pensionnat français fondé par le prince Eugène de Beauharnais et dirigé par un Alsacien, M. Hebenstreit, et au Gymnasium d'Augsbourg où il est en classe avec Charles Louis Napoléon Bonaparte (futur Napoléon III) dont il devient grand ami. Le 16 août 1830, il obtient son diplôme de docteur en droit auprès des facultés de Münich et Heidelberg. 
De grande taille, il est réputé excellent cavalier. De 1830 à 1833, Alexandre de Geiger accompagne à Paris le prince Charles Auguste de Beauharnais, fils aîné du prince Eugène de Beauharnais. De 1833 à 1835, Alexandre de Geiger est sous-directeur à la saline de Saltzbronn à Sarralbe (saline appartenant notamment à la famille von Kalb) en raison d’un duel qui l’a obligé à quitter la Bavière. Avant son mariage, il est en effet emprisonné et condamné en Bavière plus de 50 fois pour duel.
En 1835, il épouse Pauline Utzschneider, fille de Paul Utzschneider, directeur des Faïenceries de Sarreguemines qu'il lègue en 1836 à son gendre. Alexandre est alors âgé de 28 ans.
Sous la direction d'Alexandre de Geiger, les Faïenceries de Sarreguemines connaissent un essor notable, particulièrement à compter de 1838 avec le rapprochement de Villeroy & Boch. Cet accord contribue à la croissance de l’activité. Il construit de nouvelles usines en 1853 et 1860 qui fonctionnent uniquement à la vapeur.
Naturalisé français en 1843, il est conseiller municipal en 1846 puis maire de Sarreguemines de 1855 à 1865 et de 1868 à 1871. En 1849, il devient chef de bataillon de la garde nationale et en 1851 président du Comice agricole de l’arrondissement de Sarreguemines. Il est député de la Moselle de 1852 à 1868, siégeant dans la majorité soutenant le Second Empire, et sénateur de 1868 à 1870, et conseiller général du département de la Moselle de 1855 à 1870. Il est maire et conseiller général du canton de Volmunster. 
Alexandre et Pauline de Geiger ont trois enfants :
- Paul de Geiger (1837- 1913), prend la suite de son père, consolidant le succès de l'entreprise. Il fait notamment construire deux nouvelles usines à Digoin (1877) et Vitry-le-François (1881). En 1900, l’entreprise compte environ 3 000 ouvriers.
- Berthe de Geiger, (1839 -1905), épouse l'ingénieur Édouard von Jaunez (1835-1916) qui lui-même participe à l'essor des Faïenceries de Sarreguemines. Édouard est fils d’Auguste Jaunez, directeur depuis 1828 de la fabrique de Vaudrevange de Villeroy & Boch. Député au Reichstag de 1878 à 1891 et plusieurs fois maire de Sarreguemines, président de la délégation d’Alsace-Moselle du Conseil général de la Lorraine et du Conseil d’agriculture. Il est anobli par Guillaume II en 1904.
- Élisa de Geiger (1846-1926), épouse Hippolyte Boulenger (1836-1892), lui-même issu d'une dynastie d'industriels de la céramique, propriétaire et directeur des Faïenceries de Choisy-le-Roi de 1863 à 1892. Leur fils Paul Boulenger (1868-1937) prend sa succession.

Un portrait d’Alexandre de Geiger par le peintre Xavier Winterhalter et deux bustes (par Pierre François et par Victor Kremer) se trouvent au Musée de la Faïence de Sarreguemines. Une rue de Sarreguemines porte aujourd'hui son nom. Elle relie la rue Foch au pont de la Blies, au poste de douane.
Décédé en 1891 à Paris, il est enterré à Sarreguemines. Sa tombe surmontée d’un obélisque mentionne qu’il fut sénateur de Lorraine, commandeur de la Légion d’honneur (décret du 4 août 1867), grand officier de l’ordre de Bavière et de l’ordre de la couronne de Prusse, chevalier de l’ordre du mérite civil de Bavière et de l’ordre de l’aigle rouge de Prusse, ancien député et conseiller général de la Moselle et maire de Sarreguemines.

## Sources
- « Alexandre de Geiger », dans Adolphe Robert et Gaston Cougny, Dictionnaire des parlementaires français, Edgar Bourloton, 1889-1891 [détail de l’édition]
- Decker (Émile), Thévenin (Christian), Godard (Diana), Faïenceries de Sarreguemines. Images d’une manufacture au XIXe siècle, Sarreguemines, Les Amis des Musées et des Arts, 2007.
- Decker (Émile), Hoffmann (Diana), Thévenin (Christian), Des hommes, des terres, des machines. La production de la faïence à la manufacture de Sarreguemines, Ville de Sarreguemines, 1999.
- Hamann (Philippe), Une ville, une entreprise, une famille : les politiques de clôture paternaliste à l’œuvre aux faïenceries de Sarreguemines, Mémoire de Licence, Université Robert Schuman, Institut d’études politiques, Strasbourg, 1995.
- Hamman (Philippe), « La notabilité dans tous ses états ? Alexandre de Geiger à Sarreguemines, un patron en politique sous le Second Empire », Revue Historique, no 622, 2002, p. 317-352.
- Hamman (Philippe), La belle histoire des assiettes. Sarreguemines 1836-1918, Metz, Ed. Serpenoise, 2007.
- Hamman (Philippe), Les transformations de la notabilité : l’industrie faïencière à Sarreguemines (de 1836 à nos jours), Thèse, Université Robert Schuman, Institut d’études politiques, Strasbourg, 2000, 2 tomes.
- Hiegel (Henri), Hiegel (Charles), La faïencerie de Sarreguemines de 1790 à 1838, Sarreguemines, Musées de Sarreguemines, 2000.